# Hypostomus variostictus
Hypostomus variostictus är en fiskart som först beskrevs av Miranda Ribeiro 1912.  Hypostomus variostictus ingår i släktet Hypostomus och familjen Loricariidae. Inga underarter finns listade i Catalogue of Life.